# Панков, Михаил Андреевич
Михаил Андреевич Панков (30 сентября 1903, Тульская губерния, Российская империя — 15 апреля 1989, Москва, СССР) — Герой Советского Союза, участник Великой Отечественной войны, генерал-майор.

## Биография
Родился в селе Нагиши Епифанского уезда Тульской губернии (ныне село в Скопинском районе Рязанской области) в крестьянской семье. Русский. Окончил рабфак при Московском энергетическом институте. Работал в селе.
Член ВКП(б)/КПСС с 1924 года. В Красной Армии с 1921 года. В 1937 году окончил Военно-инженерную академию. На фронтах Великой Отечественной войны с апреля 1943 года.
Старший помощник начальника штаба инженерных войск 8-й гвардейской армии гвардии подполковник Михаил Панков умело руководил наведением понтонных мостов и переправой войск через реки Северский Донец, Ингул, Ингулец, Южный Буг, Днестр, Турья, Западный Буг.
1 августа 1944 года, с выходом войск армии к реке Висла, подполковник М. А. Панков за двое суток под огнём противника осуществил переправу четырёх артиллерийских полков, двух стрелковых дивизий, пятидесяти восьми самоходных артиллерийских установок и сорока танков.
После войны продолжал службу в армии. До 1964 года он работал начальником факультета Военно-инженерной академии. С 1964 года генерал-майор Панков — в отставке, проживал в Москве.
Указом Президиума Верховного Совета Союза ССР от 6 апреля 1945 года за отличное выполнение боевых заданий командования при форсировании рек Северский Донец, Ингул, Ингулец, Южный Буг, Днестр, Турья, Западный Буг и Висла и проявленные при этом личный героизм и мужество гвардии подполковнику М. А. Панкову было присвоено звание Героя Советского Союза с вручением ордена Ленина и медали «Золотая Звезда».
М. А. Панков скончался в Москве 15 апреля 1989 года. Похоронен на Ваганьковском кладбище.

## Награды и звания
- Герой Советского Союза. Указ Президиума Верховного Совета СССР от 6 апреля 1945 года:
  - орден Ленина,
  - медаль «Золотая Звезда» № 5176.
- Орден Ленина.
- Орден Красного Знамени. Приказ Военного совета 8-й гвардейской армии № 223/н от 15 мая 1944 года.
- Орден Красного Знамени.
- Орден Красного Знамени.
- Орден Отечественной войны I степени. Указ Президиума Верховного Совета СССР от 11 марта 1985 года.
- Орден Отечественной войны II степени. Приказ Военного совета 8-й гвардейской армии № 207/н от 23 марта 1944 года.
- Медали СССР.